# Alcis maeoticaria
Alcis maeoticaria là một loài bướm đêm trong họ Geometridae.